# Lotnisko Cambridge (Australia)
Lotnisko Cambridge (ang. Cambridge Aerodrome zwane także Cambridge Airport) – lotnisko lotnictwa ogólnego z ok. 1-kilometrowych pasem startowym, utwardzonym, położone w Hobart. Znajduje się kilka kilometrów od międzynarodowego portu lotniczego. Oddane do użytku w 1920, do 1956 samo spełniało rolę międzynarodowego lotniska.
Ongiś był to najważniejszy port lotniczy Tasmanii. Obecnie korzysta z niego linia Par Avion, która organizuje okoliczne loty wycieczkowe oraz nieopodal nad South West Wilderness. Na lotnisku jest zadomowiony także aeroklub.